# Andorinha
Andorinha es un municipio brasileño del estado de Bahía. Su población estimada en 2004 era de 15.058 habitantes.